# Ann Storer
Ann Storer, även kallad Nancy Storer, Ann Henry och Ann Hogg, född 1749, död 1816, var en brittisk-amerikansk skådespelare. 
Hon var dotter till den brittiske skådespelaren Charles Storer (död 1765) och sångerskan Elizabeth Frances Clark Storer (död 1766), och syster till Hannah Helen Storer (död 1766), Frances "Fanny" Storer Mechtler, Elizabeth Storer, Jane "Jenny" Storer, Sarah Storer (död 1766) och Maria Storer (död 1795). Systrarna Storer är berömda i engelsk teaterhistoria, då de alla var verksamma som skådespelare, och de har ofta förväxlats med varandra. Ann Storer ska ha varit den näst äldsta av systrarna, och den andra av de tre som var gift med skådespelaren John Henry. 
Systrarna var verksamma med sin mor i Dublin 1757.  De emigrerade till Jamaica 1762, och blev 1766 engagerade av aktören John Henry (död 1794) till Old American Company, som var verksamt i USA och Jamaica. John Henry gifte sig först med Helen Storer, som avled i ett skeppsbrott på väg till New York 1766, och hade sedan ett långvarigt förhållande med Ann Storer. den sistnämnda kallade sig för 'Mrs Henry' från 1768 till 1775. Paret fick en son. 
Ann Storer var engagerad i Old American Company från 1766 till 1775. När Old American Company reste till Jamaica 1775, avslutade hon sin anställning och tog istället engagemang i Dublin. Hon gifte sig med skådespelaren John Hogg (1770–1813). Ann Storer återvände till USA 1794 och blev då känd under namnet 'Mrs Hogg'. Hon fick en framgångsrik karriär i USA och blev en omtyckt skådespelare i såväl komedi som tragedi, men främst inom gumroller i komedier.